# FIFA Football 2004
FIFA Football 2004 (conhecido como FIFA Soccer 2004 na América do Norte, FIFA Total Football no Japão e geralmente conhecido como FIFA 2004) é um jogo eletrônico de futebol lançado em outubro de 2003, produzido pela Electronic Arts e lançado pela EA Sports.

## Campeonatos
O Campeonato Brasileiro conta com 16 equipes, sendo as mesmas 15 da edição anterior, com a inclusão do São Caetano:
- A. Bundesliga
- Pro League
- Campeonato Brasileiro
- Danish Superliga
- Eredivisie
- Barclays Premier League
- FL Championship
- Football League One
- Bundesliga
- 2. Bundesliga
- Serie A
- Serie B
- K-League
- Ligue 1
- Ligue 2
- Major League Soccer
- Tippeligaen
- Primeira Liga
- Scottish Premier League
- Liga BBVA
- Liga Adelante
- Allsvenskan
- Axpo Super League